# Ferganoceratodus
Ferganoceratodus — викопний рід дводишних риб ряду рогозубоподібних (Ceratodontiformes), що існував у пізній юрі та ранній крейді (164,7 — 140,2 млн років тому). Викопні рештки риби знайдені в Киргизстані, Росії і Таїланді.

## Види
Рід містить три види:
- †Ferganoceratodus annekempae
- †Ferganoceratodus jurassicus
- †Ferganoceratodus martini